# Albert Strickler (ingénieur)
Pour les articles homonymes, voir Albert Strickler.
Albert Strickler était un ingénieur en mécanique associé à l'institut technique de Zurich. Il est surtout connu pour ses travaux en hydraulique notamment la Formule de Manning-Strickler qui décrit la relation entre vitesse, pression, pente et rugosité des écoulements turbulents en surface libre.

## Biographie
Il naît le 25 juillet 1887 à Wädenswil de Albert et Maria Augusta (née Flentjen) et décède à Küsnacht (canton de Zurich) le 1er février 1963. De 1911 à 1913 il est ingénieur chez Escher, Wyss & Cie à Zurich. À partir de 1913, il travaille à l’université de Zurich EPFZ avec Franz Prášil. En 1923, il analyse des données hydrauliques de différents cours d’eau de Suisse et note que le coefficient de Manning {\displaystyle n_{s}} est fonction de la taille moyenne des sédiments du lit {\displaystyle d_{50}} suivant la relation {\displaystyle n_{s}={d_{50}^{1/6} \over 21}}. De 1928 à 1939, il est directeur de la Schweiz Kraftübertragung AG à Berne,,.